# دیوان عالی اورگن
دیوان عالی اورگن (انگلیسی: Oregon Supreme Court) عالی‌ترین دادگاه ایالتی در اورگن است که تنها دادگاهی که ممکن است بتواند تصمیم این دادگاه را نقض و یا تعدیل کند، دیوان عالی ایالات متحده آمریکا است.